# Cycadeoidaceae
Cycadeoidaceae são uma família das Bennettitales que floresceu na era Mesozóica. Apenas dos gêneros são conhecidos e a maioria das espécies são pouco conhecidas.